# Los Angeles di fuoco
Los Angeles di fuoco (Eruption: LA) è un film del 2018 diretto da Sean Cain.

## Trama
Lo sceneggiatore Josh Kendricks, lo scienziato Quinn Irwin e la diva di Hollywood Kat Rivers dovranno sventare una grossa minaccia vulcanica che minaccia di distruggere per sempre la città di Los Angeles.